# Ip Man 4
Ip Man 4: The Finale é um filme de artes marciais chinês de 2019 dirigido por Wilson Yip e produzido por Raymond Wong. É o quarto e último filme da série de filmes Ip Man baseado na vida do grande mestre do Wing Chun com o mesmo nome e apresenta Donnie Yen reprisando o papel. O filme começou a produção em abril de 2018 e terminou em julho do mesmo ano. Foi lançado em 20 de dezembro de 2019.

## Enredo
Em 1964, após a morte de sua esposa, Ip Man descobre que tem câncer de garganta devido ao fumo.  Depois que seu filho rebelde Ip Ching luta contra um valentão e é expulso, Ip decide viajar para São Francisco para procurar uma escola. Seu aluno, Bruce Lee, perturbou a comunidade local de artes marciais em São Francisco, abrindo uma escola de Wing Chun, ensinando artes marciais americanas e escrevendo um livro em inglês sobre artes marciais.  Ele descobre por um associado e seu amigo, Liang Gen, que é necessária uma carta de referência da Associação Benevolente Consolidada Chinesa para se matricular em uma escola. Wan, o presidente da Associação, se recusa a escrever a carta, pois Ip não concorda com as opiniões dos avós sobre as ações de Lee.  Depois de uma breve briga com Wan, ele sai.
Ao sair da escola após uma reunião com o diretor, ele corre o risco de a filha de Wan, Yonah, ser intimidada por uma líder de torcida rival, Becky, e suas amigas. Ip a salva e a acompanha até sua casa, com Becky acidentalmente se cortando com uma tesoura. Wan acusa Ip de usar sua filha para receber a carta e o desafia a lutar por ela. A luta é interrompida por um terremoto, e Wan diz a Ip que eles terminarão sua luta no próximo Festival do Meio Outono. Ip se recusa, explicando que ele apenas escoltou sua filha para casa para sua segurança e foi embora.
Becky reclama com os pais que ela foi intimidada. Seu pai Walters, que é oficial do Serviço de Imigração e Naturalização, é pressionado a responsabilizar a Associação e a deportar todos os chineses associados a eles.  Enquanto isso, Hartman, um sargento dos fuzileiros navais dos Estados Unidos, tenta convencer Barton Geddes, o sargento da artilharia, a incorporar as artes marciais chinesas em seu treinamento de combate corpo a corpo. Geddes prova que o atual treinamento de karatê dos fuzileiros navais é superior ao pedir que ele lute contra o instrutor de karatê dos fuzileiros navais, Colin Frater, que derrota Hartman. Mais tarde, Hartman consegue convencer o Comandante sobre o mesmo e é instruído a filmar o Festival do Meio Outono que acontece na Associação de Pesquisa, o que incomoda Geddes.
Geddes pede a Frater que desafie os mestres no Festival, derrotando alguns deles até Ip interferir e derrotá-lo gravemente. Enquanto isso, Wan, que deveria estar presente no festival, é preso pelos oficiais de imigração. Ao ver Frater derrotado, Geddes invade a Associação para descobrir onde Wan é mantido e derrota todos os que estão lá. Ele então ameaça Walters libertar Wan sob custódia dos fuzileiros navais antes de trazer Wan para o campo para lutar com ele. Devido a uma denúncia de Billy, um estudante de Lee, a Associação fica vazia quando os oficiais de imigração invadem o local. Lee oferece refúgio para a Associação, conquistando seu respeito.
Wan luta bem contra Geddes, mas é superado e gravemente ferido. Ip, cheio de emoções, finalmente revela a seu filho que ele tem câncer, o que finalmente permite que ele converse com seu pai por telefone após muitas tentativas de Ip. Ip é trazido para o acampamento dos fuzileiros navais por Hartman e derrota Geddes em uma luta.
Wan já preparou a carta de indicação para Ip, mas o último disse que não pretende se mudar para São Francisco, pois não gosta do local.  Ip se reconcilia com seu filho depois de voltar.  Ip forte, mas cansado, instrui seu filho a filmar sua demonstração de Wing Chun no boneco de madeira.
Em 1972, Ip sucumbe ao câncer aos 79 anos, e Lee presta homenagem ao seu mestre no funeral.  Um epílogo revela que os fuzileiros haviam incorporado oficialmente as artes marciais chinesas em sua rotina em 2001.

## Elenco
- Donnie Yen como Ip Man (葉問), um modesto mestre chinês de Wing Chun originalmente de Foshan.
- Wu Yue as Wan Zong-hua (萬宗華), presidente da Associação Benevolente Chinesa (CBA) e Mestre em Tai Chi.
- Vanness Wu como Hartman Wu, sargento do Corpo de Fuzileiros Navais dos EUA e aluno de Bruce Lee.[1]
- Scott Adkins como Barton Geddes, sargento de artilharia do Corpo de Fuzileiros Navais dos EUA.[2][3]
- Kent Cheng como Fat Bo (肥波), amigo de Ip Man.
- Danny Chan como Bruce Lee (李小龍), proprietário de uma escola de artes marciais de São Francisco e aluno de Ip Man.[4]
- Simon Shiyamba as Billy, an INS officer and Bruce Lee's student.
- Ngo Ka-nin as Liang Gen (梁根), friend of Ip Man and reporter.
- Chris Collins as Colin Frater, US Marine Corps karate coach
- Vanda Margraf as Yonah Wan (萬若男), daughter of Wan Zong-hua.
- Jim Liu as Ip Ching (葉正), Ip Man's second son.
- Lo Mang as Lo Chun Ting (羅駿霆), friend of Ip Man and Master of Monkey Kung Fu.
- Grace Englert as Becky Watlers, Andrew and Gabrielle's daughter.
- Andrew Lane as Andrew Walters, an INS officer, Becky's father and Gabrielle's husband.
- Nicola Stuard Hill as Gabrielle Walters, Becky's mother and Andrew's wife.
- Linda Jean Barry as School Principal
- Lynn Hung as Cheung Wing-sing (張永成), Ip Man's deceased wife and mother of their two sons, Ip Chun and Ip Ching. Hung briefly reprised her role in a dream sequence, reuniting with her husband.

## Produção
Em 30 de setembro de 2016, Donnie Yen (que interpretou o grande mestre do Wing Chun Ip Man em três filmes) anunciou que ele e o diretor da série Wilson Yip retornariam para o quarto filme da série. O escritor Edmond Wong também retornou. O produtor Raymond Wong disse que pagou a Yen "uma quantidade considerável de dinheiro" para retornar ao quarto filme. A fotografia principal começou em abril de 2018 e terminou em julho. Os locais de filmagem incluíram a China e Preston, Lancashire. Em setembro de 2019, Donnie Yen disse que Ip Man 4 seria o último filme da série.

## Lançamento
Ip Man 4: O Final foi lançado em 20 de dezembro de 2019. O filme teve um lançamento limitado em 25 de dezembro de 2019, nos Estados Unidos, distribuído pela Well Go USA.

## Recepção
O agregador de críticas Rotten Tomatoes informou que 89% dos críticos deram ao filme uma crítica positiva com base em 28 críticas, com uma classificação média de 6,6/10. O consenso dos críticos do site diz: "Embalado com ação e apresentando alguns dos melhores combates de Donnie Yen, Ip Man 4: The Finale serve como uma recuperação satisfatória - e final adequado - para a franquia".  No Metacritic, o filme tem uma pontuação média ponderada de 62 em 100, com base em 11 críticos, indicando "críticas geralmente favoráveis". On Metacritic, the film has a weighted average score of 62 out of 100 based on 11 critics, indicating "generally favorable reviews."
De acordo com o jornal da Malásia The Star, o filme foi o filme chinês com maior bilheteria de todos os tempos no país, enquanto que de acordo com o site Shine.cn, o site chinês de avaliação de filmes administrado pelo estado da China continental, o filme foi o terceiro filme chinês com maior bilheteria na América do Norte em  cinco anos.
Em fevereiro de 2020, o filme arrecadou mais de US $ 193 milhões em todo o mundo, faturando mais de US $ 172 milhões na China Continental.